# الغير (فلسفة)
يشير مفهوم "الغير " إلى شخص آخر غيري, والأغيار هم مجموع البشر . وفي هذا السياق، قال بودلير : " الغير هو قريب وبعيد في آن واحد  » . ومن ثم تُطرح مسألة الغير و إشكالية معرفته. وفي هذا الصدد ، توجد تصورات متعددة للغير تختلف باختلاف المنظور، سواء كان فلسفيًا أو ثقافيًا أو دينيًا.".

## أصل الكلمة
الصيغة القديمة لـكلمة "غير" "AUTRE"، تشكّلت من حالة المفعول له (الدَاتِف) datif للكلمة اللاتينية "alter"، *alterui، وهي تحوير لكلمة "alteri" وفقًا لـ cui.
يمكن ربطها بالتعبير اللاتيني alter ego "الأنا المتغيرة " (" الأنا الآخر ").

## المفهوم الفلسفي
يتفق العديد من الفلاسفة على أن دراسة الغير تقتضي معرفة الذات . وهكذا، بالنسبة لسارتر ، فإن اكتشاف الغير يتزامن مع اكتشاف الذات. وفي جميع الحالات ، نحتاج إلى الغير لكي نبني أنفسنا، ولكي نوجد. و في الواقع، كما يقول إيمانويل ليفيناس ، إن لقاء الغير كما هو يعني الدخول في علاقة معه و نحن قريبين منه . و تصف ميلدريد زيمكوفياك  الإيثار بأنه تجرد الذات لصالح الغير.

### معرفة الغير
وفقا لأرسطو ، يحتاج البشر إلى الغير ليعرف أنفسه: « معرفة الذات متعة لا يمكن بلوغها دون وجود شخص آخر يكون صديق لي ; ولذلك فالإنسان الذي يكتفي بذاته سيحتاج إذن إلى الصداقة ليتعلم معرفة نفسه »
لكل ذات إحساس بديهي بنفسها. وهذا ما يوضحه الكوجيتو الديكارتي . فالكوجيتو الديكارتي هو تجربة شخصية تفضي إلى الوعي الذاتي.
في كتابه فينومينولوجيا الروح (1807) يشرح هيغل أن تأكيد الوعي الذاتي لا يمكن تحقيقه إلا من خلال اعتراف الغير.
بالنسبة لهوسرل وسارتر ، فإن معرفة الغير تأتي من موقف حدسي غير مُفكر فيه. في الواقع ، وفقًا للأطروحة الظاهراتية ، يفترض الوعي الذاتي معرفة الغير . فلا يمكنني أن أكون واعيًا بوجودي دون أن أكون في الوقت نفسه واعيًا بوجود الغير .
يمكننا معرفة الغير من خلال الحوار، فاللغة تتيح التواصل مع الآخر من منظورات متعددة تبعا لميرلو بونتي . حيث يعبر كل طرف عن فكره ويجعل نفسه متاحًا ليستمع إلى الغير . وهذا قد يؤدي إلى تفاهم متبادل..
أما بالنسبة لبول ريكور ففي كتابه "الذات كآخر " فالغير ليس مجرد نظير للذات، بل ينتمي إلى البنية الحميمة لهذه الذات »

## المفاهيم الأنثروبولوجية و السوسيولوجية
"المركزية العرقية "(ethnocentrisme)  هو مفهوم إثنولوجي و أنثروبولوجي أدخله  كلود ليفي شتراوس. ووفقًا لهذا المؤلف نفسه، تتمثل المركزية العرقية في رفض جميع المظاهر الثقافية والسلوكات المختلفة عن تصرفاتنا . و يوضح عالم الأنثروبولوجيا أن هذا التعارض متجذر في أعماقنا. ومن المفترض أن يظهر هذا السلوك كلما وُضعنا في مواقف مزعجة  نفقد فيها مرجعياتنا. و لكل مجتمع مقاربة مختلفة تبعًا لتاريخه  والعقليات أفراده ، على سبيل المثال في العصور اليونانية القديمة كان السكان يعتبرون الأجانب "برابرة" ("كل ما ليس يونانيًا فهو بربري"). و بعد بضعة قرون، أصبح الأوروبيون هم من يعتبرون الأجانب "همجيين" ("كل ما ليس أوروبيًا فهو همجي"). كما يؤكد" ليفي شتراوس"، من الضروري التذكير بأن مصطلحي "بربري" و"همجي" لهما معنى ازدرائي. وبالتالي، فإن المركزية العرقية ترفض كل ما هو مختلف، وكما ترفض الآخر."
و يميز معجم العلوم الإنسانية بين "الغير" (أولئك الذين نرتبط بهم عاطفيًا، خاصة في مرحلة الطفولة ثم في العلاقة الزوجية، والذين يساهمون في بناء هويتنا) و"الآخر". وفقًا ل"جورج هربرت ميد"، يشير مفهوم "الآخر" إلى الصورة النموذجية أو المتوسطة للنظير الذي، بناءً على الخبرة الاجتماعية الملموسة، يتم استدخاله من قبل الذات باعتباره نقطة مرجعية ثابتة لأفعالها وعلاقتها بنفسها. و يعتمد" أكسل هونيث" بشكل خاص على هذا المفهوم لتطوير نظريته في الاعتراف.